# Kirby's Dream Land 3
Kirby's Dream Land 3, conocido en Japón como Hoshi no Kirby 3  (星のカービィ3 Hoshi no Kābī Suri?), fue uno de los últimos videojuegos que salieron para la videoconsola Super Nintendo en Estados Unidos. Fue lanzado en Japón y América en 1997 cuándo los gráficos 2D ya eran sustituidos por los 3D y posteriormente fue relanzado para la Consola Virtual de Wii en el año 2009.
Kirby debe luchar contra sus enemigos a base de absorber, tragar y adquirir habilidades. El juego se diferencia mucho de su antecesor Kirby Super Star en cuanto a gráficos y forma de juego. El juego lo pueden jugar hasta dos personas, el segundo jugador controla a un personaje con forma de gelatina azul llamado Gooey que tiene los mismos poderes que Kirby pero con la diferencia de que utiliza su lengua (Además de poder tragar bajo el agua). A diferencia de Kirby's Dreamland 2, en dónde Kirby tenía 3 amigos animales (Rick el hámster, Coo el búho y Kine el pez luna), ahora se unen 3 nuevos amigos a la aventura que lo esperan en cada uno de los niveles para ayudarlo, Estos son Nago el gato (más específicamente un bobtail japonés), Chuchu la pulpo y Pitch el pájaro.
Aunque ya estaban para la época pasados, sus gráficos eran dibujados a mano, igual que en Yoshi's Island, y además con un buen nivel de detalle, se podía interactuar por los escenarios. Las músicas son polifónicas de 16-bit compuesto por Jun Ishikawa, lo que caracterizan a los juegos de Kirby, juguetonas.

## Modo de juego
Se juega con aspectos tan simples como: correr por los niveles, saltando, esquivando enemigos, succionándolos y después tragándolos o disparándolos en contra de otros para superar un nivel. El juego presenta una dificultad generalmente baja, con excepción de algunos niveles.
Principalmente, esta versión cuenta con:
-Modo Historia: El progreso en el mismo va marcado por un porcentaje "%", el cual aumenta a medida que se progrese en la aventura. También están desbloqueables los siguientes modos:
-Sound Test: Aquí se pueden disfrutar todas las canciones y sonidos del juego.
-Super NES MG5: Éste compila todos los minijuegos o retos que en algunos niveles el jugador tuvo que superar para obtener Estrellas Corazón.
-Jumping: Sólo consiste en saltar, como al final de cada nivel, para caer en unas caras sonrientes. Este minijuego es infinito.
-Boss Butch!: Consiste en combatir y derrotar a cada uno de los jefes de cada mundo.
-?: En este apartado se puede ver las escenas del juego.
Algo que destaca, es la inclusión de misiones u objetivos en cada uno de los niveles del juego. Estas son distintas, tanto Kirby como Gooey y sus amigos, deben averiguar cómo resolverlas para ganar unos objetos llamados Estrellas Corazón. Al ganarlos todos, el final del juego ha de variar.
También el jugador puede adquirir la ayuda de un segundo jugador, tomando éste el rol de Gooey. En el juego tanto Kirby como Gooey son idénticos, salvo que Kirby succiona a sus enemigos como aspiradora, mientras que Gooey los atrapa usando su lengua. Tras esto, ambos pueden tragar a sus enemigos y adquirir sus poderes especiales. Esta habilidad es crucial en la serie de Kirby, ya que si un enemigo tiene un poder interesante, Kirby y Gooey, pueden absorberlo, tras lo cual adquirirá tal poder a su favor, casi siempre de manera infinita, hasta que el jugador se canse de éste (es posible deshacerse del poder pulsando SELECT) o si es lastimado varias veces seguidas.

## Historia
Todo inicia en un tranquilo día en Pop Star. Kirby y Gooey están de pesca, divirtiéndose a sus anchas. De repente aparece una extraña materia oscura e invade todo Pop Star, tomando el control de algunos seres en el lugar, siendo estos: Wispy Woods, Acro, Pon & Con, Ado y el Rey Dedede (quien usualmente es un enemigo de Kirby alrededor de la serie). Kirby se ve en la necesidad de salvar a Pop Star, y con la ayuda de Gooey, exterminar la materia oscura para regresar la paz a Pop Star.
El juego cuenta con dos finales distintos, siendo el primero uno incógnito. El segundo explica el verdadero final.

### Final "malo"
Aparece si Kirby no recoge todas las Estrellas Corazón.
Kirby asciende a la fortaleza del Rey Dedede para ponerle fin a todo. Luego de que el Rey fue derrotado, de su interior emerge una aura oscura que le hace flotar, como si estuviese poseído por ella. Así se desata un 2.º combate entre Kirby y el Rey, en el cual Kirby sale victorioso. Finalmente, Kirby y Gooey se van y caminan de regreso, dando su aventura por terminada (o al menos, eso creen). Al final de esto, aparece una misteriosa esfera negra con un ojo en el centro y aparece un gran "?", dando a entender que aún quedaría un misterio por resolver.

### Final "verdadero"
Aparece si Kirby recoge todas las Estrellas Corazón.
(Nota: si Kirby las recoge todas las de un mundo, los jefes no intentarán combatir con Kirby otra vez)
Kirby enfrenta al Rey Dedede en lo más alto de su castillo y le derrota. Pero entonces una extraña áurea oscura comienza a controlar al Rey, haciéndole flotar y atacar a Kirby. Este le derrota nuevamente, pero las Estrellas Corazón recolectadas se forjan y se unen entre sí para formar la Varita Corazón. Kirby procede a sujetarla y ésta le lleva volando hacia el espacio. Allí la materia oscura restante se revela a sí misma como Dark Matter (el mismo al que Kirby hanía derrotado al final de Kirby's Dream Land 2), a quien Kirby debe derrotar. Habiendo derrotado a Dark Matter, aparece de la nada en un flash, Zero, el jefe de Dark Matter: una esfera blanca con un ojo rojo en el centro. Este también es derrotado por Kirby y en un último intento por acabar con el héroe rosa, el ojo se desprende de su cuerpo blanco para ir tras Kirby. También es derrotado y finalmente la paz regresa a Pop Star. Como final, toda la presencia de la oscuridad en Pop Star desaparece. De este modo, la aventura de Kirby termina.

## Mundos y niveles
El juego se divide en 5 mundos principales, más 1 secreto. Cada uno de los 5 primeros mundos contiene 6 niveles a completar, más la fase del jefe. La 6.ª zona solo consta de 2 combates con jefes. En estos niveles debemos realizar diversas tareas para que al final nos den una Estrella Corazón. Estos son los personajes a los que debemos ayudar:
"Mundo 1: Grass Land"
Nivel 1: Tulip
Nivel 2: MuchiMuchi
Nivel 3: Pitcher Man
Nivel 4: Cahmu y Goku
Nivel 5: Mine
Nivel 6: Pierre
Jefe: Whispy Woods
"Mundo 2: Ripple Field"
Nivel 1: Kamuribana
Nivel 2: Bakasa
Nivel 3: Elieel
Nivel 4: Gamugael y Pequeño Gamugael
Nivel 5: Hiiru
Nivel 6: HB-002
Jefe: Acro
"Mundo 3: Sand Canyon"
Nivel 1: Geromazudake
Nivel 2: Obachan
Nivel 3: Caramello
Nivel 4: Donbe e Hikari
Nivel 5: Nyupun
Nivel 6: R.O.B. y Profesor Hector
Jefe: Pon & Con
"Mundo 4: Cloudy Park"
Nivel 1: Hibanamodoki
Nivel 2: Piyo y Keko
Nivel 3: Tamasan
Nivel 4: Mikarin & Kagamimocchi
Nivel 5: Pick
NIvel 6: HB-007
Jefe: Ado
"Mundo 5: Iceberg"
Nivel 1: Kogoesou
Nivel 2: Samus Aran
Nivel 3: Cocinero Kawasaki
Nivel 4: Nametsumuri
Nivel 5: Shiiro
Nivel 6: Ángel
Jefe: Rey Dedede
"Mundo 6: Hyper Zone"
Jefes: Dark Matter & Zero
- Datos: Q1202713
- Multimedia: Kirby's Dream Land 3 / Q1202713